# 今井善一郎
今井 善一郎（いまい ぜんいちろう、1909年（明治42年）10月8日 - 1976年（昭和51年）1月10日）は、群馬県出身の民俗学者。

## 経歴
1909年（明治42年）10月8日、群馬県勢多郡北橘村の今井善平と新子の長男として生まれる。今井家は農林業のかたわら質屋を経営していた。今井家は代々「善兵衛」の名を継ぐ名家で祖父の今井善兵衛は1905年から1909年まで北橘村村長をつとめていた。1916年（大正5年）、橘尋常高等小学校に入学する。1922年（大正11年）、前橋中学校に入学する。1927年（昭和2年）に前橋中学校卒業後、慶應義塾大学（予科）に進学する。
1933年（昭和8年）に慶應義塾大学法学部を卒業後、家業を継ぐ。同年、橘太郎の名で「北橘村郷土かるた」とその解説書の「橘陰郷土読本」の稿本をつくる。又この年には父の善兵衛が北橘村の村長に就任する。1935年（昭和10年）、今井善兵衛の名で『更生農村』を刊行する。1936年（昭和11年）、群馬県教育委員会による「群馬県庶民教育史調査」の北橘村の部の作成に協力する。同年1月30日、倉持多代と結婚する。1939年（昭和14年）、『上毛及上毛人』の7～10月号に橘太郎の筆名で「木曽義仲及び其子孫と上野」を執筆する。1941年（昭和16年）9月、『習俗歳時記 赤城山西南麓農家の年中行事』を刊行する。同年同月、柳田國男から『習俗歳時記』の礼状として葉書をもらう。同年、柳田主宰の民間伝承の会に入会する。
1943年（昭和18年）6月に臨時召集令状を受けて高崎聯隊に入隊するが心臓肥大の為即日帰郷する。同年、勢多郡誌民俗調査のため都丸十九一と民俗調査を行う。1946年（昭和21年）9月29日、上毛民俗の会の発会式を開き、同年10月に『上毛民俗』第1号を発行する。同年12月1日、北橘村農地委員となる。
1950年（昭和25年）10月、日本民俗学会評議員となる。1951年（昭和26年）、北橘村固定資産評価審査委員、北橘村農業委員、群馬県文化財調査委員、北橘村民生委員、北橘村農事及民事一般調停委員など多くの役職を委嘱される。1952年（昭和27年）12月、群馬県文化財専門委員を委嘱される。1953年（昭和28年）12月、民事一般、宅地建物及農事調停委員となる。1954年（昭和29年）1月、前橋家庭裁判所調停委員となる。同年12月、保護司となる。
1955年（昭和30年）、北橘村村会議員となる。1957年（昭和32年）9月、群馬県民俗調査委員となる。1958年（昭和33年）3月、民俗編を執筆した『勢多郡誌』が刊行される。同年11月、勢多北部社会福祉協議会副会長となる。1959年（昭和34年）、北橘村村議会議長に就任する。1963年（昭和38年）4月、群馬県立博物館評議会委員となる。同年10月、北橘村教育委員に就任する。また同年12月、前橋家庭裁判所家事調停委員となる。1966年（昭和41年）1月、前橋家庭裁判所参与委員となる。同年4月、北橘村社会教育委員となる。同年4月29日、紺綬褒章受章。1967年（昭和42年）6月、前橋地方裁判所鑑定委員となる。1968年（昭和43年）10月5日、上毛民俗学会が過去の民俗調査の成果により第7回柳田国男賞を受賞する。同年11月3日、文化財保護の功績により群馬県功労者として表彰される。1969年（昭和44年）11月、北橘村文化財調査委員となる。
1970年（昭和45年）4月、群馬県養蚕習俗調査委員となり、富士見村横室地区を担当調査する。同年11月5日、文化財保護法施行25周年を記念して文化庁より表彰される。1971年（昭和46年）8月、『群馬県百年史』の「生活篇」を執筆する。1975年（昭和50年）7月9日、群馬県史編さん専門委員会参与となる。この頃には持病の糖尿病が悪化しほとんど失明状態となる。
1976年1月10日、脳出血のため死去。戒名は宏徳院殿兼親有道大居士。勲五等瑞宝章を追贈される。

## 著書
- 『習俗歳時記 赤城山西南麓農家の年中行事』煥乎堂 1941
- 『行人塚考』自費出版 1951
- 『根井行雄伝』北橘郷土研究会 1958
- 『金敷のおじいさん』橘山房 1960
- 『真壁郷及拝志庄考』奈良佐五平 1970
- 『赤城の神』煥乎堂 1971

## 著作集
- 『今井善一郎著作集』（民俗編、歴史・文学編）煥乎堂 1977